# Besir Demiri
Besir Demiri (makedonsky Бесир Демири; * 1. srpna 1994) je severomakedonský fotbalový záložník a reprezentant, od ledna 2015 hráč klubu FK Škendija 79 Tetovo.
V sezóně 2015/16 vyhrál s týmem FK Škendija 79 Tetovo makedonský fotbalový pohár.

## Klubová kariéra
- FK Škupi 2012–2014
- FK Škendija 79 Tetovo 2015–

## Reprezentační kariéra
S severomakedonskou mládežnickou reprezentací U21 se radoval z postupu na Mistrovství Evropy hráčů do 21 let 2017 v Polsku (historicky první účast Severní Makedonie na evropském šampionátu jedenadvacetiletých).
V A-mužstvu Severní Makedonie debutoval 29. 5. 2016 v přátelském utkání v rakouském Bad Erlachu proti reprezentaci Ázerbájdžánu (výhra 3:1).